# Franciszek Wincenty Szaynok
Franciszek Wincenty Szaynok, także jako Szajnok (ur. 13 marca 1806 w Brzozowie, zm. 12 lutego 1895 w Raniżowie) – polski duchowny rzymskokatolicki.

## Życiorys
Franciszek Wincenty Szaynok urodził się w 1806. Był pochodzenia węgierskiego. Był synem Martinusa i Salomei z domu Zacharskiej. Jego ojciec był kupcem z Biecza.
Święcenia kapłańskie otrzymał w 1830. Do około 1832 był wikariuszem w parafii Świętej Trójcy w Czudcu. Następnie – wobec wakatu na stanowisku proboszcza – do około 1835 administratorem parafii Wszystkich Świętych w Bliznem przy kościele pod tym wezwaniem. Potem, na tej samej zasadzie, od 1835 do 1841 był administratorem parafii św. Małgorzaty w Targowiskach. Od około 1841 proboszczem parafii św. Antoniego Padewskiego w Jedliczu przy kościele pod tym wezwaniem.
Jako ksiądz w lutym 1846 uczestniczył na ziemi sanockiej w przygotowaniach konspiracyjnych celem wzniecenia walk w ramach powstania krakowskiego, przygotowanego na 21/22 lutego 1846, po czym znalazł się na przygotowanej przez cyrkuł sanocki liście uczestników konspiracji (figurował na niej jako jeden z dwóch księży). Uczestnicy konspiracji byli więzieni w Sanoku (śledztwo prowadził przybyły ze Lwowa radca Leonidas Janowicz, osławiony bezpardonowym traktowaniem osadzonych i ich krewnych, którego odwołał mianowany komendantem Sanoka pułkownik Leopold Kolowrath-Krakowsky, ówczesny komendant 3 pułku huzarów z Sáros-Patak). Latem 1846 rozpoczęto przewożenie więźniów do Lwowa. Ksiądz Szaynok został skazany na karę 15 lat ciężkiego więzienia. Wraz z innymi skazanymi uczestnikami sprzysiężenia na Sanocczyźnie został wywieziony na Hradczy Kopiec (Spielberg), osadzony tam w 1847 (według innych wersji był też więziony w Kufstein). W trakcie osadzenia, z racji na wątłą budowę ciała, był skuty o połowę lżejszymi od pozostałych skazańców kajdanami, ważącymi zwykle około ośmiu funtów. Po latach został nad wyraz pochlebnie przedstawiony przez Ferdynanda Władysława Czaplickiego w jego wspomnieniach z uwięzienia z lat 1847-1848, który określił ks. Szaynoka jako zacnego, przez wszystkich (skazanych) ukochanego i powszechnie szanowanego kapłana. Według relacji Czaplickiego ks. Szaynok odznaczał się poprzez udzielanie rad i pociechy oraz ogólnie dobrocią wobec innych towarzyszy w więzieniu. W 1848 został zwolniony na mocy amnestii, którą objęto konspiratorów. Polacy, na czele z Julianem Goslarem, odjeżdżający z dworca kolejowego w pobliskim Brnie byli żegnani entuzjastycznie przez Czechów.
Od 1848 do końca życia był proboszczem parafii Wniebowzięcia Najświętszej Maryi Panny w Raniżowie przy kościele pod tym wezwaniem. W tym okresie został księdzem jubilatem oraz otrzymał przywilej noszenia rokiety i mantoletu. Przed 1876 otrzymał tytuł kanonika. Był znany z wygłaszania patriotycznych kazań.

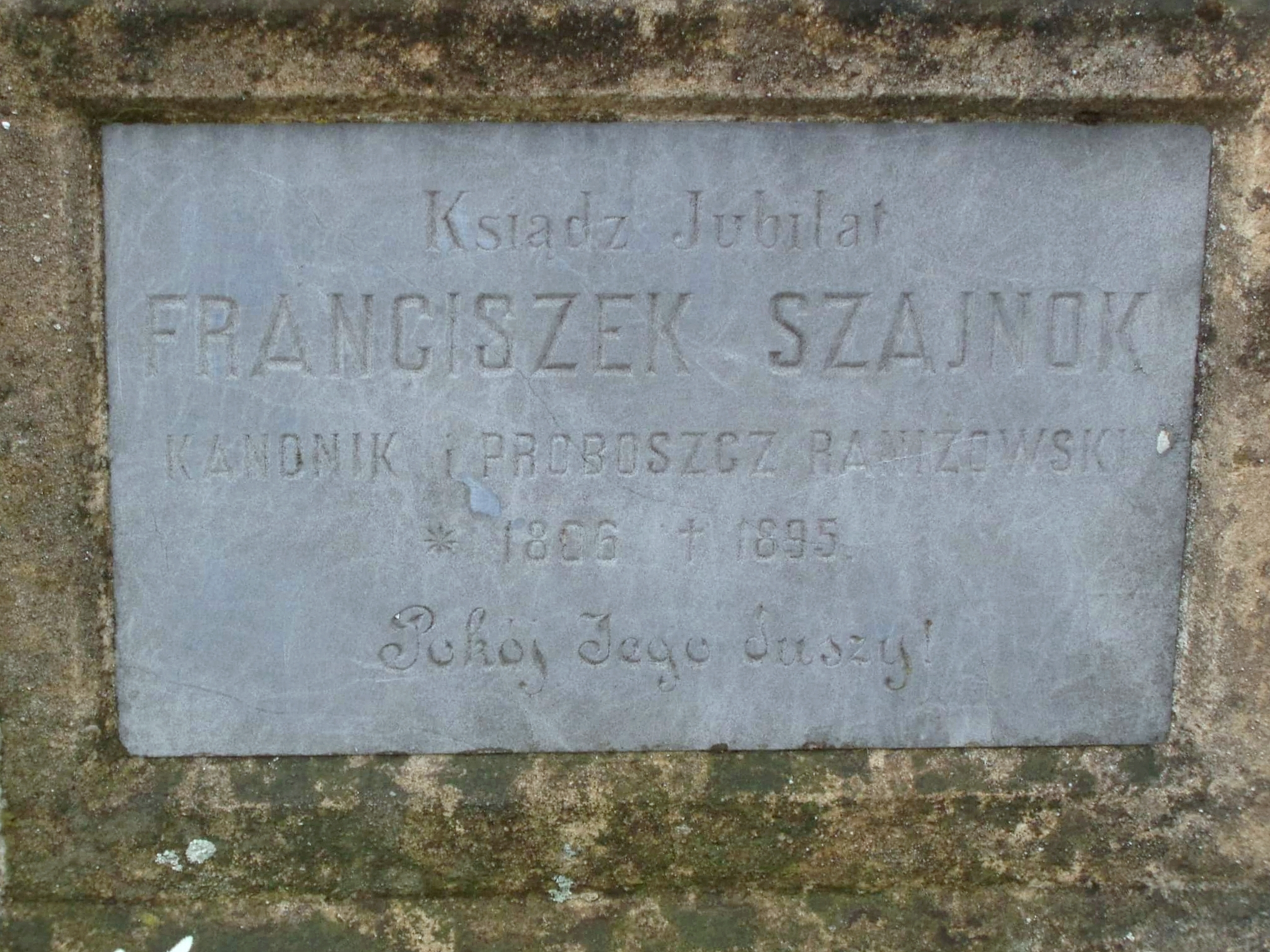
Tablica nagrobna księdza F.W. Szaynoka

Od 1861/1862 był członkiem czynnym Towarzystwa Gospodarczo-Rolniczego w Krakowie. Był członkiem Rady c. k. powiatu kolbuszowskiego, wybierany z grupy większych posiadłości, od około 1870 do około 1877 pełnił funkcję zastępcy prezesa wydziału powiatowego. W tym okresie wiosną 1874 został wybrany ponownie członkiem Rady, a 30 kwietnia 1874 jako najstarszy wiekiem przewodził posiedzeniu nowo wybranej Rady, która po ukonstytuowaniu się wybrała swoje władze, w tym ks. Szaynoka na stanowisko wiceprezesa wydziału powiatowego. Potem, ponownie wybrany z grupy większych posiadłości, od około 1881 przez 15 lat do końca życia był wyłącznie członkiem Rady.
W Raniżowie współpracował z nauczycielem Stanisławem Radziewończykiem, przyczyniając się do podniesienia oświaty wśród ludności. W roku szkolnym 1891/1892 został mianowany przewodniczących komisji egzaminacyjnej w szkole ludowej.
Zmarł 12 lutego 1895 w Raniżowie. Został pochowany na miejscowym cmentarzu parafialnym. We wspomnieniach pośmiertnych był określany jako gorący patriota, więziony za sprawę narodową.